# Tribunal Contencioso Electoral
Tribunal Contencioso Electoral (TCE) es un órgano de jurisdicción electoral de la República del Ecuador. El TCE forma junto al Consejo Nacional Electoral la Función Electoral, la cual "garantizará el ejercicio de los derechos políticos que se expresan a través del sufragio, así como los referentes a la organización política de la ciudadanía".

## Creación
El Tribunal Contencioso Electoral, TCE, fue creado por la Constitución de la República de 2008, la cual regula la Función Electoral en el capítulo sexto. Forma parte de una de las cinco Funciones del Estado, junto con el Consejo Nacional Electoral

## Formación
La decisión respecto a la conformación de este órgano fue despolitizar la conformación de los órganos electorales. Y para ello, la nueva Constitución establece la selección por concurso público de oposición y méritos con postulación e impugnación ciudadana de los consejeros del Consejo Nacional Electoral y de las juezas y los jueces del Tribunal Contencioso Electoral. Esto debe garantizar más transparencia, imparcialidad y participación ciudadana. La experiencia con la conformación partidaria de los órganos electorales no fue positiva y contribuyó a la crisis de la llamada democracia representativa.
El TCE conforma por cinco miembros nombrados por seis años. Está estipulado que se renueven dos miembros cada dos años y el presidente y vicepresidente cada tres. Además se nombrarán cinco suplentes también por seis años. Solo pueden ser nombrados ecuatorianos con un título de derecho de tercer nivel reconocido en el país que hayan ejercido la abogacía por un mínimo de diez años.

## Funciones
La tercera decisión respecto a la Función Electoral separa las funciones administrativas de las jurisdiccionales. Las razones de esta decisión fueron potenciar la transparencia y eficacia en el proceso electoral, fortalecer las garantías jurisdiccionales del ciudadano y de las organizaciones políticas, y preservar la imparcialidad en las decisiones judiciales electorales con respecto, tanto del votante, como de los órganos de administración electoral y los demás poderes del Estado. Esta separación tiene vastas consecuencias, si se considera que los ciudadanos y los sujetos políticos pueden recurrir de las decisiones del Consejo Nacional Electoral y sus órganos desconcentrados ante el Tribunal Contencioso Electoral, es decir, que el Tribunal podrá juzgar y sancionar a estos órganos cuando sus decisiones sean impugnadas judicialmente; proporcionando, de esta manera al ciudadano una instancia jurisdiccional imparcial, independiente y especializada en materia electoral. 
El TCE tiene entonces tres funciones principales, siendo la primera solucionar los problemas contra el Consejo Nacional Electoral y demás entidades políticas. El TCE tiene también la facultad de castigar la violación de las leyes sobre el gasto electoral, propaganda y demás leyes electorales. El TCE define su presupuesto y organización. El TCE es además la última instancia de la jurisprudencia electoral y sus fallos deben ser cumplidos inmediatamente.

## Plenos del Tribunal Contencioso Electoral
| Presidente                                                                            | Presidente                                                | Inicio                                                    | Fin                                                       | Jueces | Período                                                   | Ref.                                                      |
| Pleno Transitorio designado por la Asamblea Constituyente                             | Pleno Transitorio designado por la Asamblea Constituyente | Pleno Transitorio designado por la Asamblea Constituyente | Pleno Transitorio designado por la Asamblea Constituyente | Pleno Transitorio designado por la Asamblea Constituyente | Pleno Transitorio designado por la Asamblea Constituyente | Pleno Transitorio designado por la Asamblea Constituyente |
| ------------------------------------------------------------------------------------- | --------------------------------------------------------- | --------------------------------------------------------- | --------------------------------------------------------- | --- | --------------------------------------------------------- | --------------------------------------------------------- |
|                                                                                       | Tania Arias Manzano                                       | 2008                                                      | 2011                                                      | - Amanda Páez Moreno (Vicepresidenta) - Alejandra Cantos Molina - Douglas Quintero Tenorio - Jorge Moreno Yanez - Arturo Donoso Castellón - Amanda Páez Moreno | Interino                                                  | [ 5 ] [ 6 ]                                               |
|                                                                                       | Ximena Endara Osejo (Subrogación)                         | 2011                                                      | 2012                                                      | - Amanda Páez Moreno (Vicepresidenta) - Alejandra Cantos Molina - Douglas Quintero Tenorio - Jorge Moreno Yanez - Arturo Donoso Castellón - Amanda Páez Moreno | Interino                                                  | [ 7 ]                                                     |
| Pleno ordinario designado por el CPCCS mediante concurso público                      |                                                           |                                                           |                                                           | |                                                           |                                                           |
|                                                                                       | Catalina Castro Llerena                                   | 2012                                                      | 2014                                                      | - Guillermo González Orquera (Vicepresidente) - Miguel Pérez Astudillo - Vicente Cárdenas Cedillo - Angelina Veloz Bonilla - Patricia Zambrano Villacrés       | 2012 - 2015                                               | [ 8 ]                                                     |
|                                                                                       | Patricio Baca Mancheno (Subrogación)                      | 2014                                                      | 2015                                                      | - Guillermo González Orquera (Vicepresidente) - Miguel Pérez Astudillo - Vicente Cárdenas Cedillo - Angelina Veloz Bonilla - Patricia Zambrano Villacrés       | 2012 - 2015                                               | [ 9 ] [ 10 ]                                              |
| Pleno ordinario designado por el CPCCS mediante concurso público / Renovación parcial |                                                           |                                                           |                                                           | |                                                           |                                                           |
|                                                                                       | Patricio Baca Mancheno                                    | 2015                                                      | 2018                                                      | - Arturo Cabrera Peñaherrera - Angelina Veloz Bonilla - Miguel Pérez Astudillo - Vicente Cárdenas Cedillo                                                      | 2015 - 2018                                               | [ 11 ]                                                    |
|                                                                                       | Mónica Rodríguez Ayala (Subrogación)                      | 2018                                                      | 29 de noviembre del 2018                                  | - Arturo Cabrera Peñaherrera - Angelina Veloz Bonilla - Miguel Pérez Astudillo - Vicente Cárdenas Cedillo                                                      | 2015 - 2018                                               | [ 12 ]                                                    |
| Pleno Interino designado por el CPCCS por encargo                                     |                                                           |                                                           |                                                           | |                                                           |                                                           |
|                                                                                       | Joaquin Viteri Llanga                                     | 29 de noviembre del 2018                                  | 4 de junio de 2019                                        | - María de los Ángeles Bones Reasco (Vicepresidenta) - Ángel Torres Maldonado - Arturo Cabrera Peñaherrera - Patricia Guaicha Rivera                           | Interino                                                  | [ 13 ] [ 14 ] [ 15 ]                                      |
| Pleno ordinario designado por el CPCCS mediante concurso público / Renovación parcial |                                                           |                                                           |                                                           | |                                                           |                                                           |
|                                                                                       | Arturo Cabrera Peñaherrera                                | 4 de junio de 2019                                        | 7 de junio de 2022                                        | - Patricia Guaicha Rivera (Vicepresidenta) - Ángel Torres Maldonado - Joaquin Viteri Llanga - Fernando Muñoz Benítez                                           | 2019 - 2022                                               | [ 16 ]                                                    |
| [ 17 ]                                                                                | Arturo Cabrera Peñaherrera                                | 4 de junio de 2019                                        | 7 de junio de 2022                                        | - Patricia Guaicha Rivera (Vicepresidenta) - Ángel Torres Maldonado - Joaquin Viteri Llanga - Fernando Muñoz Benítez                                           | 2019 - 2022                                               |                                                           |
| Pleno ordinario - Subrogación de jueces suplentes y conjueces                         |                                                           |                                                           |                                                           | |                                                           |                                                           |
|                                                                                       | Fernando Muñoz Benítez                                    | 7 de junio del 2022                                       | 12 de agosto de 2024                                      | - Ángel Torres Maldonado (Vicepresidente) - Joaquin Viteri Llanga - Guillermo Ortega Caicedo                                                                   | 2022 - 2025                                               | [ 18 ] [ 19 ]                                             |
|                                                                                       | Ivonne Coloma Peralta (Subrogación)                       | 12 de agosto de 2024                                      | 5 de junio de 2025                                        | - Ángel Torres Maldonado (Vicepresidente) - Joaquin Viteri Llanga - Guillermo Ortega Caicedo                                                                   | 2022 - 2025                                               | [ 20 ]                                                    |
| Pleno ordinario - Renovación del pleno                                                |                                                           |                                                           |                                                           | |                                                           |                                                           |
|                                                                                       | Ivonne Coloma Peralta                                     | 5 de junio de 2025                                        |                                                           | - Ángel Torres Maldonado (Vicepresidente) - Joaquin Viteri Llanga - Guillermo Ortega Caicedo - Patricio Maldonado Benítez                                      | 2025 - 2028                                               | [ 21 ]                                                    |